# Igal
Igal (en euskera y cooficialmente Igari) es un concejo situado en el Valle de Salazar, en España, perteneciente al municipio de Güesa. En 2006 contaba con 26 habitantes, siendo el segundo pueblo más grande del concejo.
En 1845, tras la subdivisión de Salazar en municipios, junto con Ripalda, había tenido su propio ayuntamiento, sin embargo, tras otras reformas, las dos localidades fueron integradas al municipio de Güesa, pasando a ser Igal un concejo.
Su gentilicio es igaritarra, tanto en masculino como en femenino.

## Geografía
Igal se encuentra alejada a pocos kilómetros del Río Salazar, en el trayecto de paso entre valles que comunica los municipios de Güesa (Salazar), al oeste de la villa, y Vidángoz (Roncal), en el límite oriental, mediante la carretera NA-2130 que enlaza la NA-178 en Güesa con la NA-137 en Burgui. Delimita, además, por el norte con Sarriés, y por el sur con Iciz.

## Historia

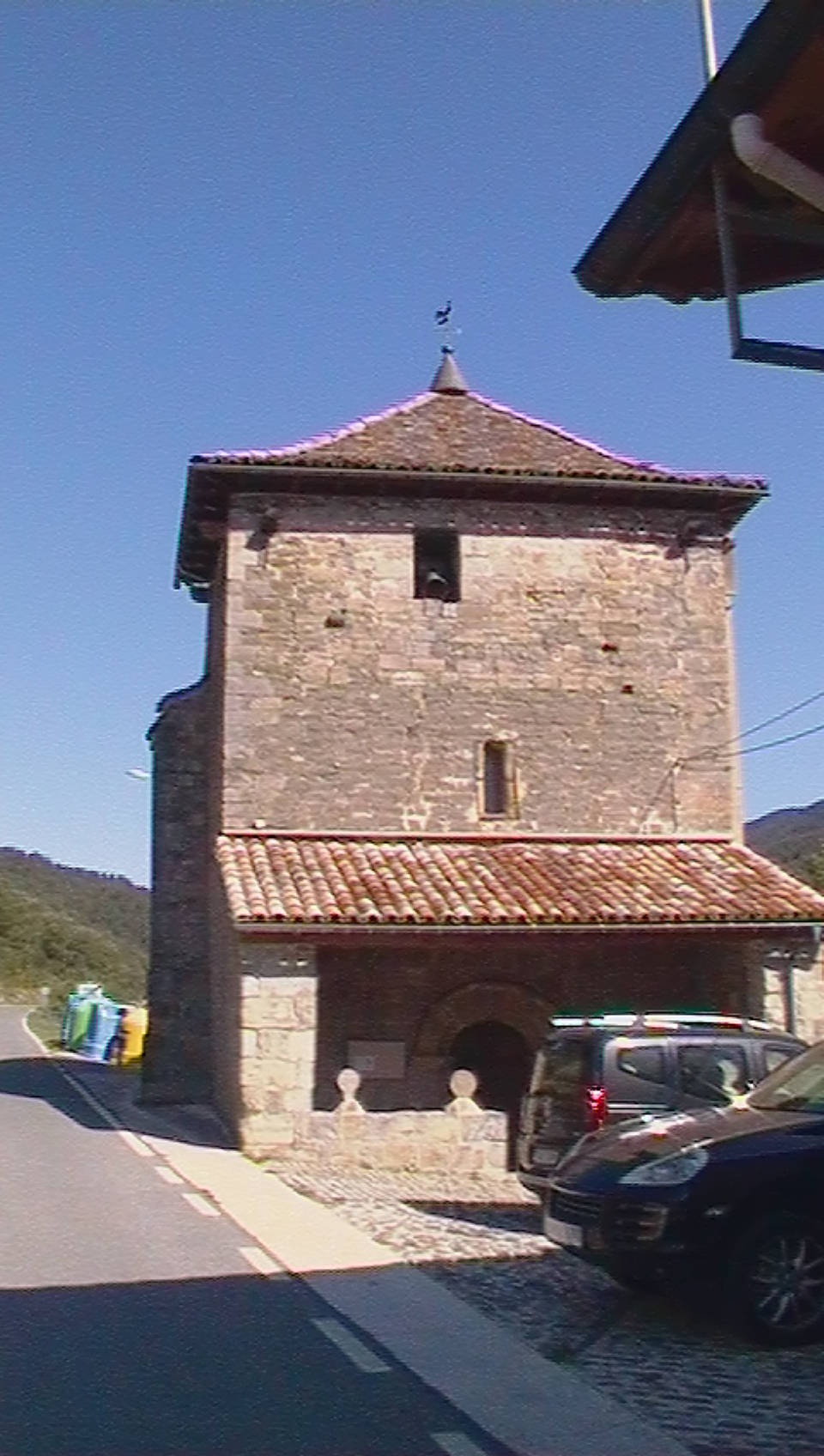
Iglesia de San Vicente Mártir

El aspecto del pueblo es rural con elementos de estilo gótico, parecido a muchos edificios del valle. Destaca en Igal la parroquia de San Vicente, que da el nombre a la calle principal del pueblo, y que podría corresponder a la iglesia del monasterio de la orden de San Benito, mencionado y visitado por Eulogio de Córdoba.
Se desconocen los orígenes del monasterio. En el momento de la visita de Eulogio de Córdoba había un tal Jimeno presidiendo el cenobio.
El 28 de enero de 1085 el rey Sancho Ramírez incorporaba al Monasterio de Leyre las propiedades de Igal (junto a los monasterios de Urdaspal, Roncal y Santa Engracia del Puerto), así como otros bienes. En el momento de esta incorporación era la propietaria de las decanias de Iciz y Ustés, así como de las iglesias de Vidángoz, Sarriés, Güesa y Adoáin, y estaba encomendado a Jimeno Garcés de Güesa, cuyos hijos, Fortuño y Lope Jiménez, insatisfechos con la compensación recibida por el padre (la condonación de una deuda de mil sueldos), recibieron un mulo valorado en otros 150.
Aún en el siglo XIV se arreglan algunas desavenencias entre Leyre y el concejo.
Como se indica en la Gran enciclopedia de Navarra, «los vecinos del lugar, de condición villana, entregaban su pecha anual junto con el resto del valle hasta que la princesa Leonor concedió (1469) a Salazar el privilegio colectivo de hidalguía».

## Arte y arquitectura
- Iglesia parroquial de San Vicente Mártir, antigua iglesia del monasterio asentado en este lugar, de estilo románico tardío.
- Ermita de San Pedro, del siglo XVI, en la parte alta.
- Casas con elementos góticos como ventanas amaineladas, arcos conopiales, arcadas y grandes dovelas.

## Galería

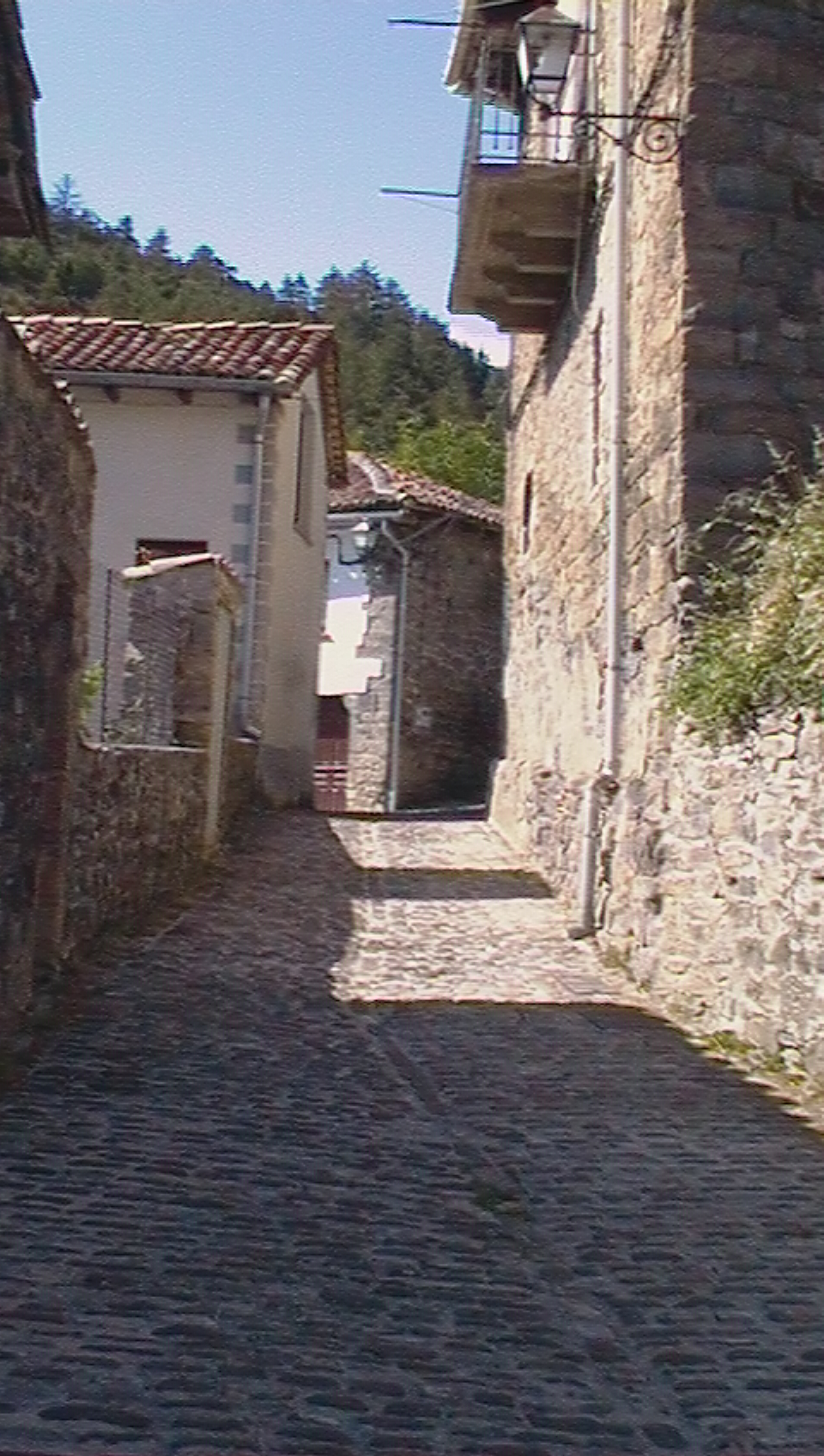
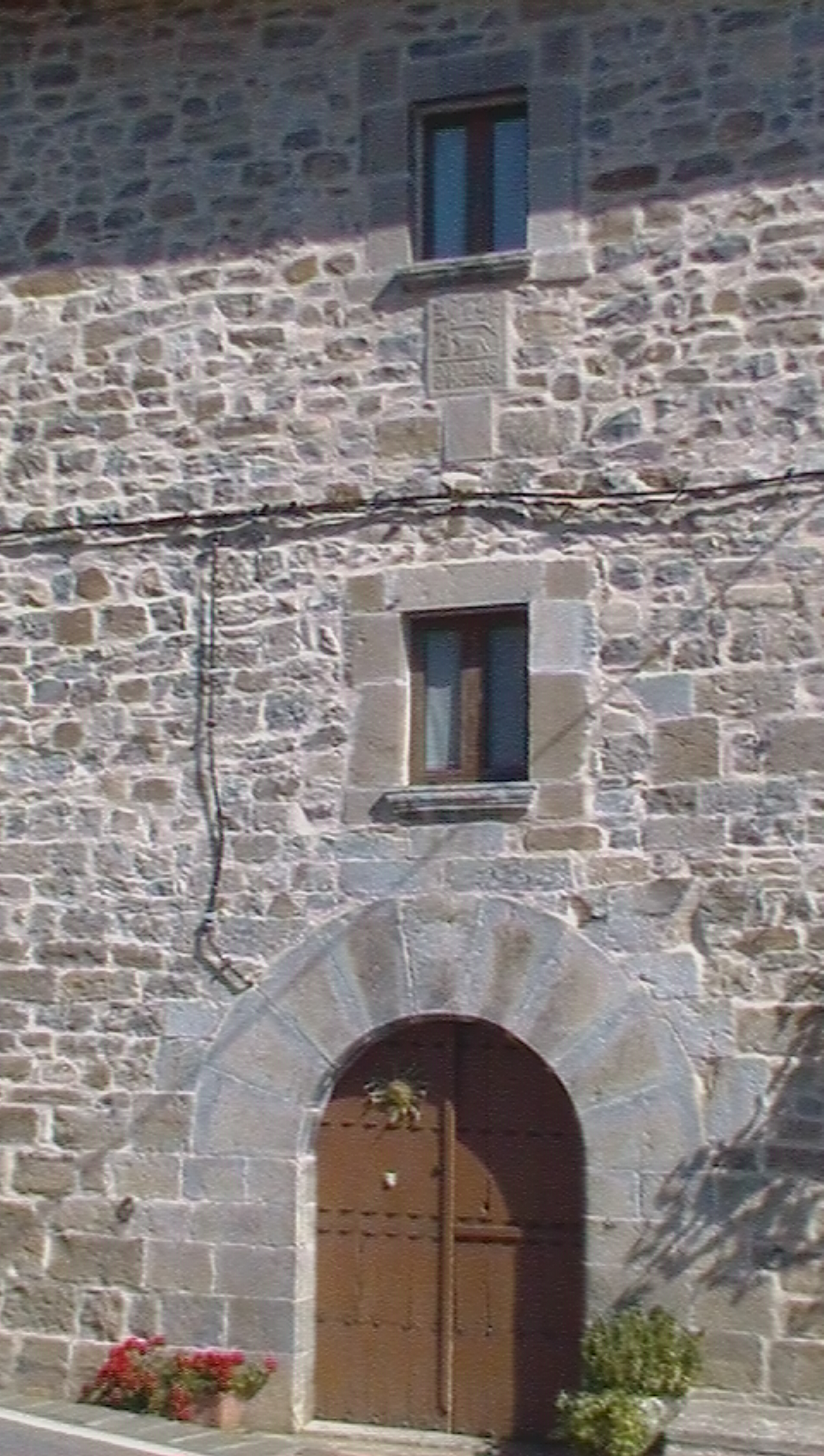
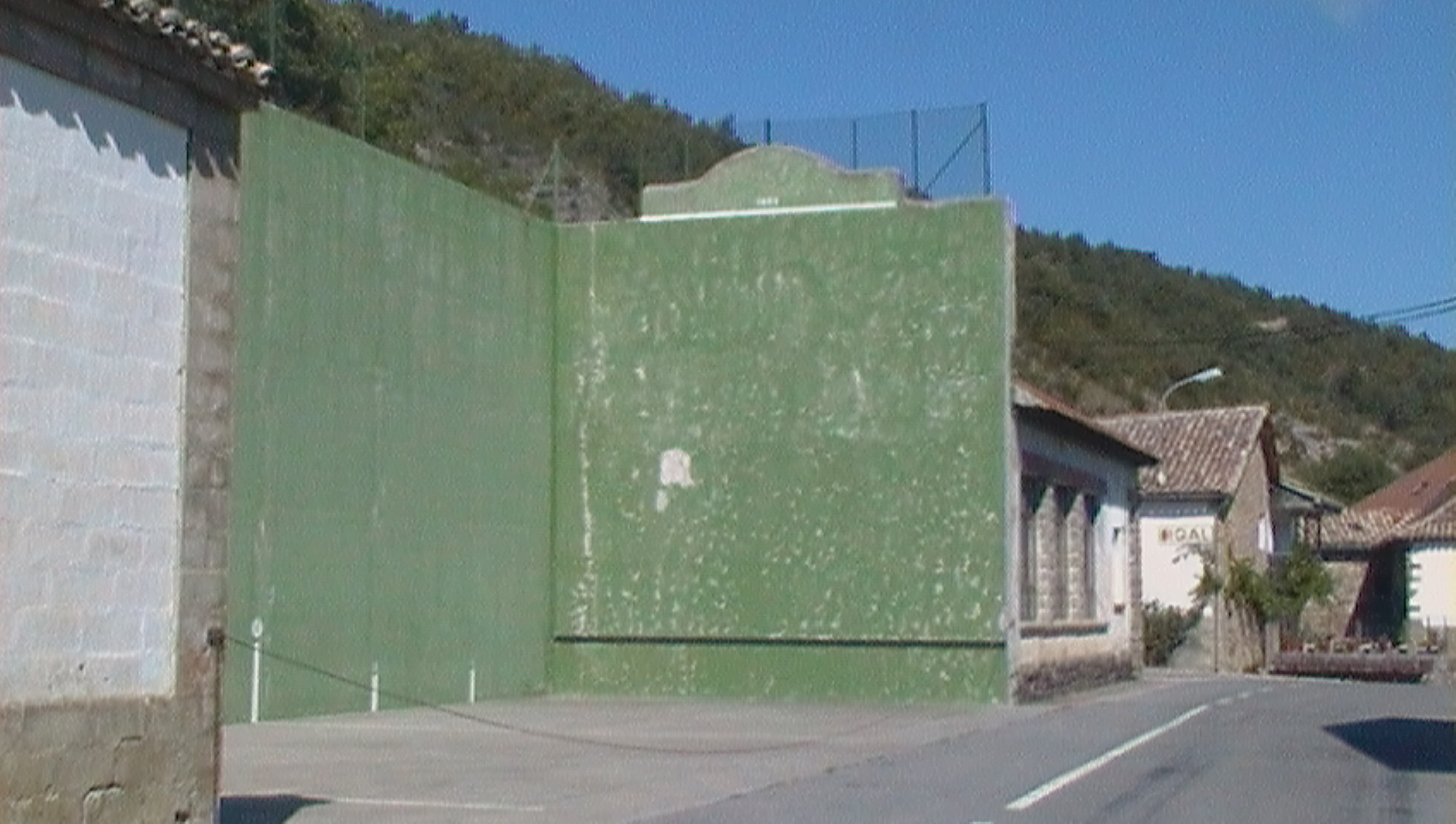
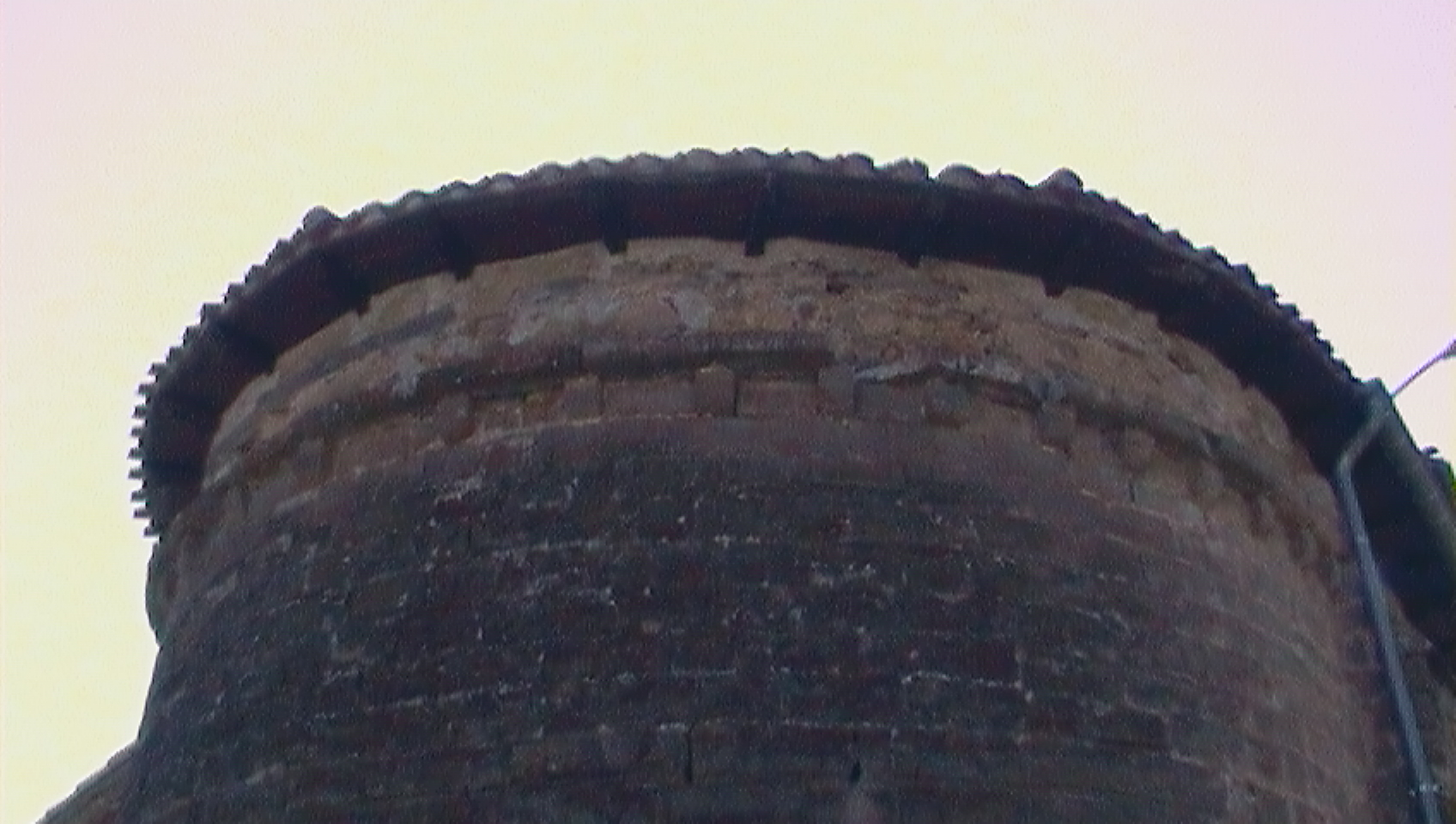
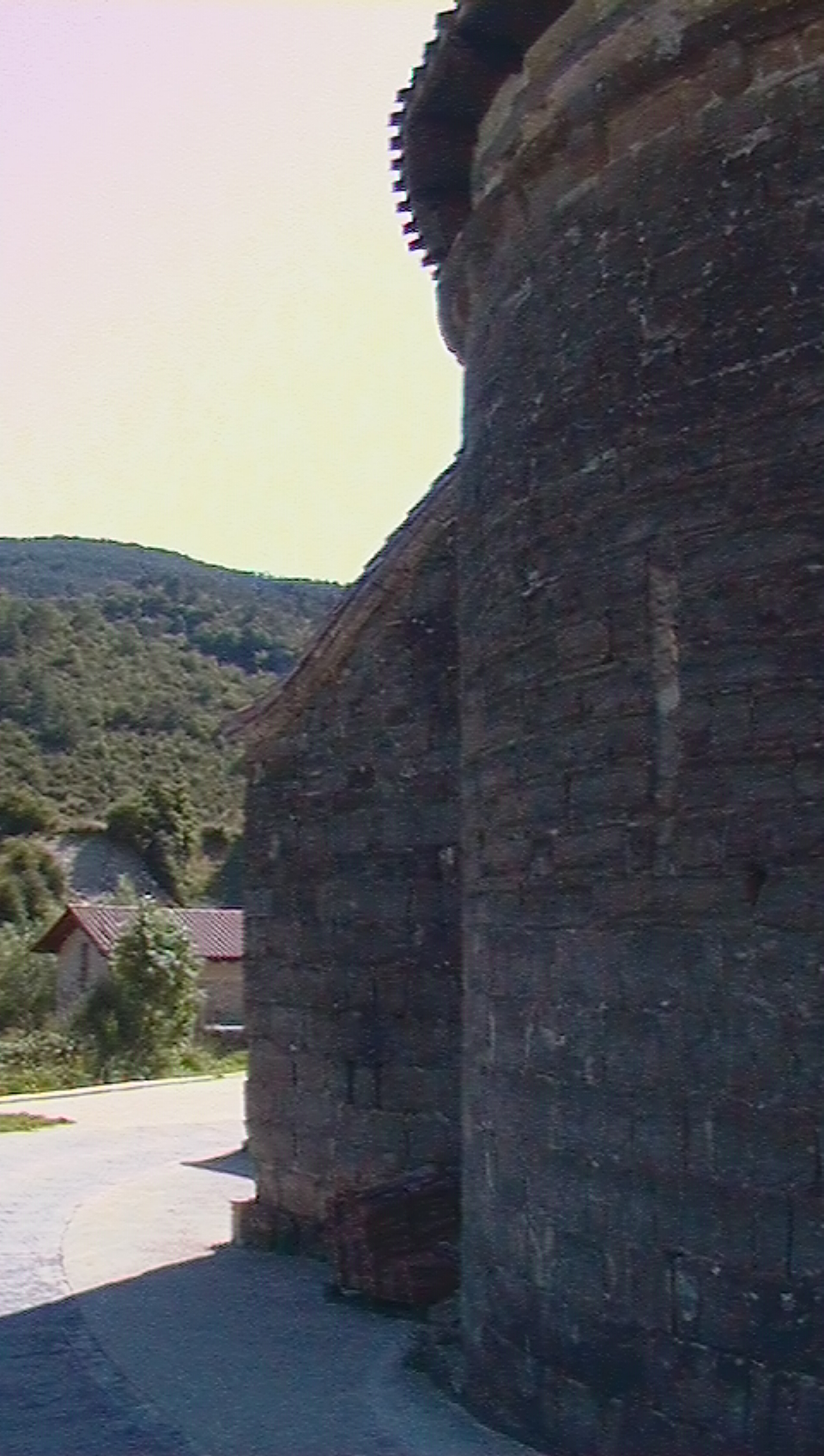
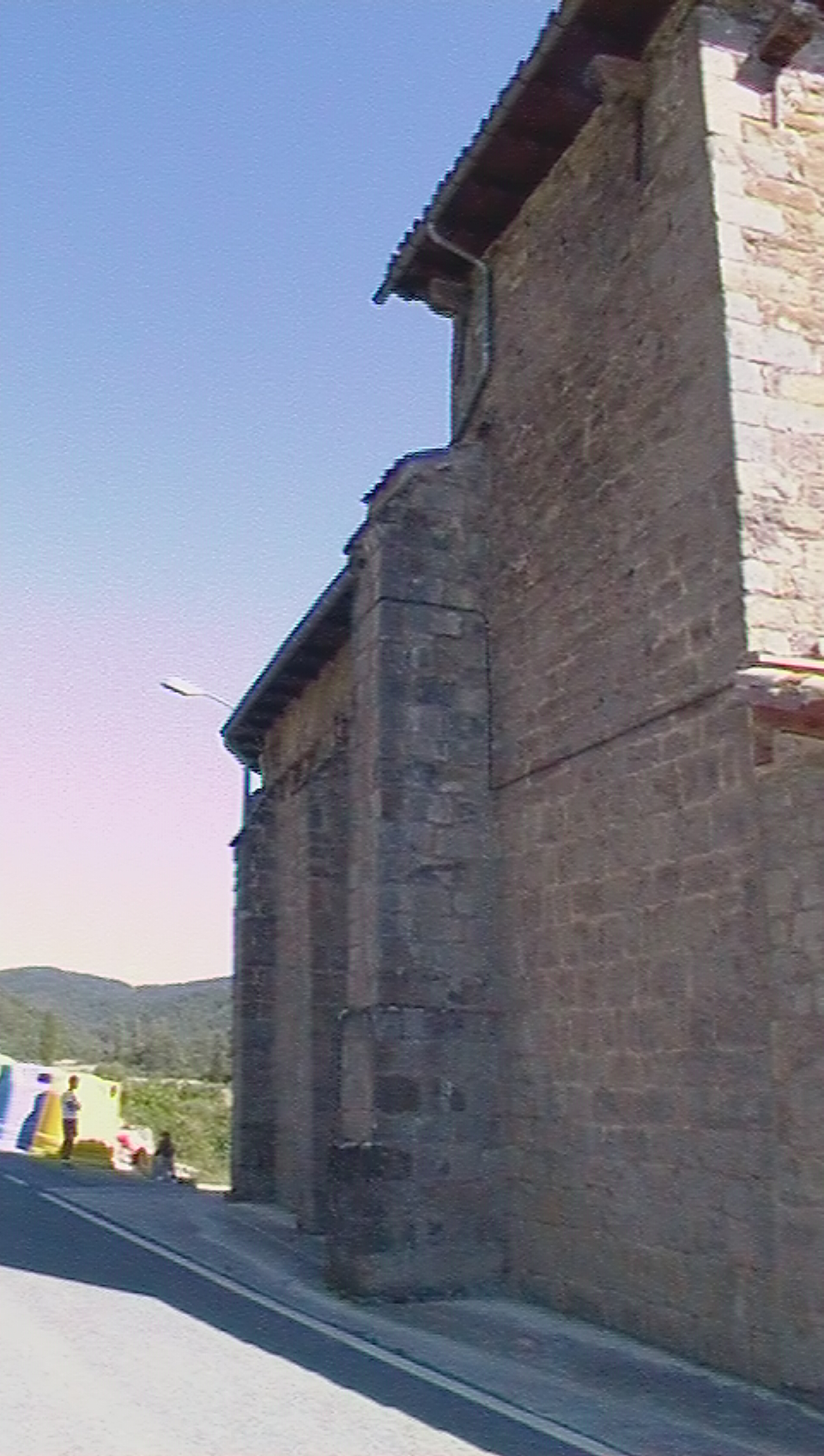